# Xã Round Grove, Quận Macon, Missouri
Xã Round Grove (tiếng Anh: Round Grove Township) là một xã thuộc quận Macon, tiểu bang Missouri, Hoa Kỳ. Năm 2010, dân số của xã này là 350 người.